# Portugiesisch-san-marinesische Beziehungen
Die portugiesisch-san-marinesischen Beziehungen umfassen die bilateralen Beziehungen zwischen Portugal und San Marino. Die Länder unterhalten seit 1995 direkte diplomatische Beziehungen.
Beide Staaten gehörten 1999 zu den ersten Ländern, die den Euro als Währung einführten. San Marino ist anders als Portugal kein Mitglied der EU, doch sind sie Partner in einer Vielzahl europäischer und anderer internationaler Organisationen, darunter der Europarat, das Schengener Abkommen, die Lateinische Union, die Organisation für Sicherheit und Zusammenarbeit in Europa (OSZE) und die UNO-Organisationen.
Im Jahr 2017 waren in San Marino keine portugiesischen Staatsbürger konsularisch registriert, im Jahr 2019 waren auch keine Staatsbürger San Marinos in Portugal gemeldet.

## Geschichte

Portugal und San Marino sind beide Mitglieder des Weltraumvertrags (grün): ihre Beziehungen gelten als gut, aber nicht sehr eng und mit vergleichsweise wenigen direkten bilateralen Abkommen, mit ihren gemeinsamen Mitgliedschaften in multilateralen Organisationen als wichtigstem Verbindungsglied.

Die Wege der heutigen Staaten Portugal und San Marino kreuzten sich historisch nur selten. So gehörte Portugal seit dem 2. Jh. v. Chr. zum Römischen Reich, während San Marino erst im 4. Jh. n. Chr. entstand, so dass sie nur einige Zeit beide römisch waren, bis zum Einfall germanischer Stämme in Portugal Anfang des 5. Jh. Portugal wurde 1140 unabhängig und stieg später zu einer Seefahrernation mit atlantischer Ausrichtung auf, während San Marino nie über eine Anbindung an das Meer verfügte.
Im Ersten Weltkrieg (1914–1918) blieb San Marino neutral, während Portugal nach der Kriegserklärung Deutschlands 1916 Teil der Alliierten wurde. Im Zweiten Weltkrieg (1939–1945) blieben beide Staaten neutral, trotz der faschistisch orientierten Regierungen in beiden Ländern. Ab 1942 orientierte sich San Marino antifaschistisch und war zeitweise kommunistisch regiert, während Portugal bis zur Nelkenrevolution 1974 unter seinem autoritären und antikommunistischen Estado Novo-Regime blieb.
Erst mit der zunehmenden europäischen Integration der 1980er Jahre näherten sich beide Staaten stärker an. Einem ersten konsularischen Abkommen 1980 folgte 1981 ein Abkommen zur gegenseitigen Visafreiheit.
1995 nahmen beide Staaten direkte diplomatische Beziehungen auf, und es akkreditierte sich erstmals ein portugiesischer Botschafter persönlich in San Marino.
Im Jahr 2010 schlossen beide Staaten ein Abkommen zur Vermeidung von Doppelbesteuerung und Steuerflucht, 2013 folgte ein Kooperationsabkommen im Tourismusbereich.

## Diplomatie
Portugal unterhält keine eigene Botschaft in San Marino, das Land gehört zum Amtsbezirk des portugiesischen Botschafters in Rom. In San Marino besteht ein portugiesisches Honorarkonsulat.
San Marino unterhält ebenfalls keine eigene Botschaft in Portugal, das Land wird vom Außenministerium in San Marino direkt betreut. In der portugiesischen Stadt Porto besteht ein Honorarkonsulat San Marinos.

## Wirtschaft

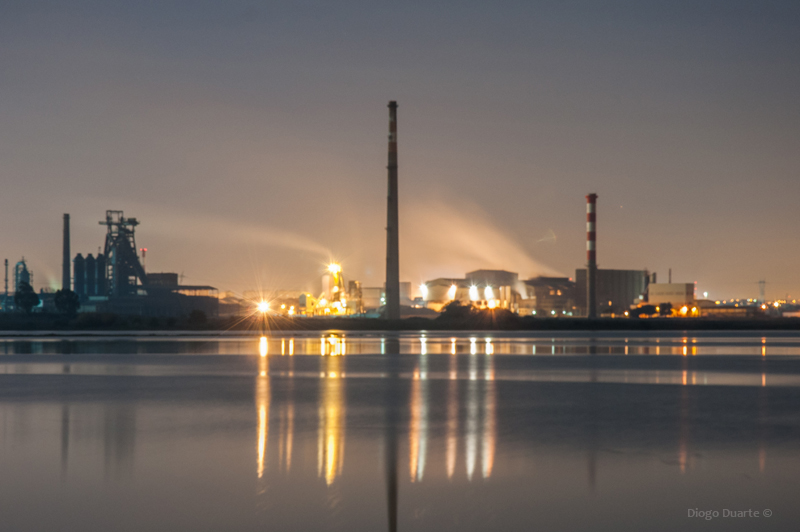
Produktionsanlagen der CUF-Chemiewerke in Barreiro: Kunststoffe sind das Hauptexportgut Portugals nach San Marino, von wo hauptsächlich Haushaltsgeräte nach Portugal kommen.

Das Handelsvolumen zwischen Portugal und San Marino belief sich im Jahr 2017 auf 1,969 Mio. Euro (2016: 1,248 Mio.; 2015: 0,790 Mio.; 2014: 0,670 Mio.; 2013: 0,903 Mio.). 21 portugiesische Unternehmen waren dabei im Handel mit San Marino tätig.
Dabei importierte Portugal Waren im Wert von 0,933 Mio. Euro aus San Marino (2016: 0,484 Mio.; 2015: 0,502 Mio.; 2014: 0,405 Mio.; 2013: 0,322 Mio.), darunter 84,2 % Maschinen und Geräte, 6,3 % landwirtschaftliche Erzeugnisse, 5,0 % Metallwaren, 1,0 % chemisch-pharmazeutische Produkte und 0,9 % Bekleidung.
San Marino führte aus Portugal Waren im Wert von 1,036 Mio. Euro ein (2016: 0,764 Mio.; 2015: 0,288 Mio.; 2014: 0,265 Mio.; 2013: 0,581 Mio.), davon 58,3 % Kunststoffe und Gummi, 11,5 % landwirtschaftliche Erzeugnisse, 10,1 % Minerale und Erze, 8,1 % chemisch-pharmazeutische Produkte und 5,9 % Papier und Zellulose.
Die portugiesische Außenhandelskammer AICEP unterhält keine Niederlassung in San Marino, zuständig ist das AICEP-Büro in Rom.